# Muralla árabe de Ágreda

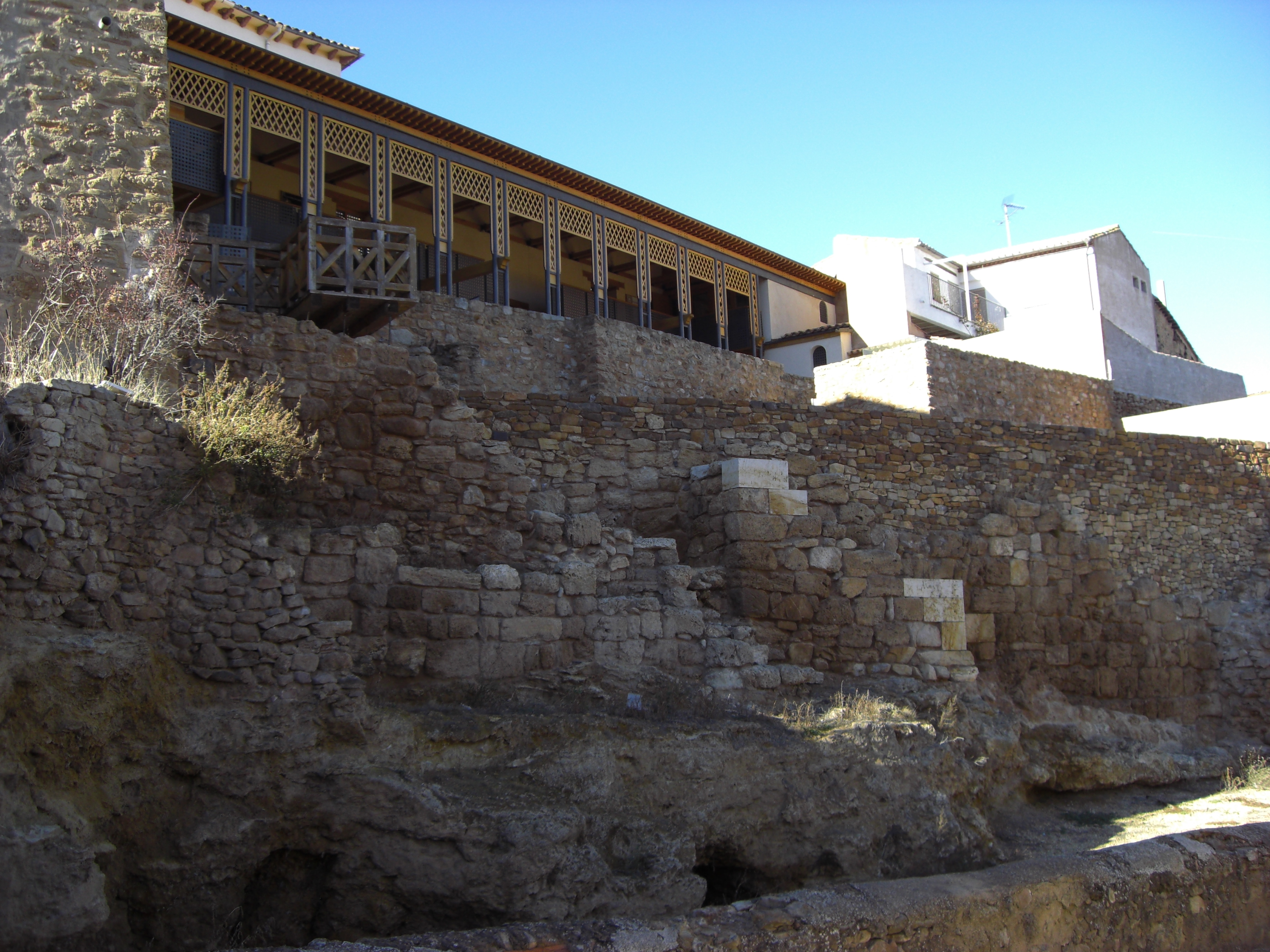
Ruinas de la muralla árabe de Ágreda, con el Centro de Interpretación de Ágreda situado en la parte superior.

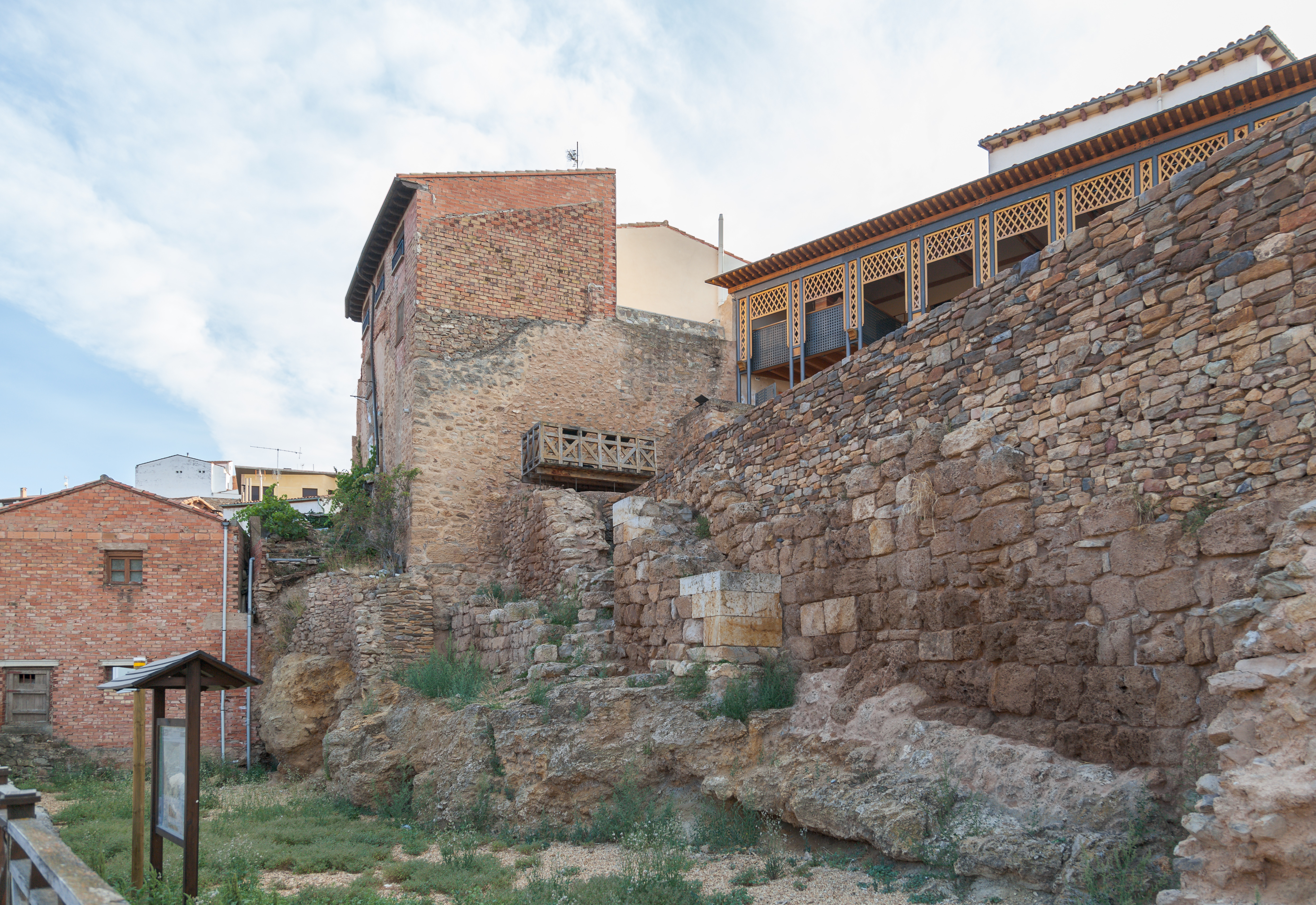
Detalle del muro.

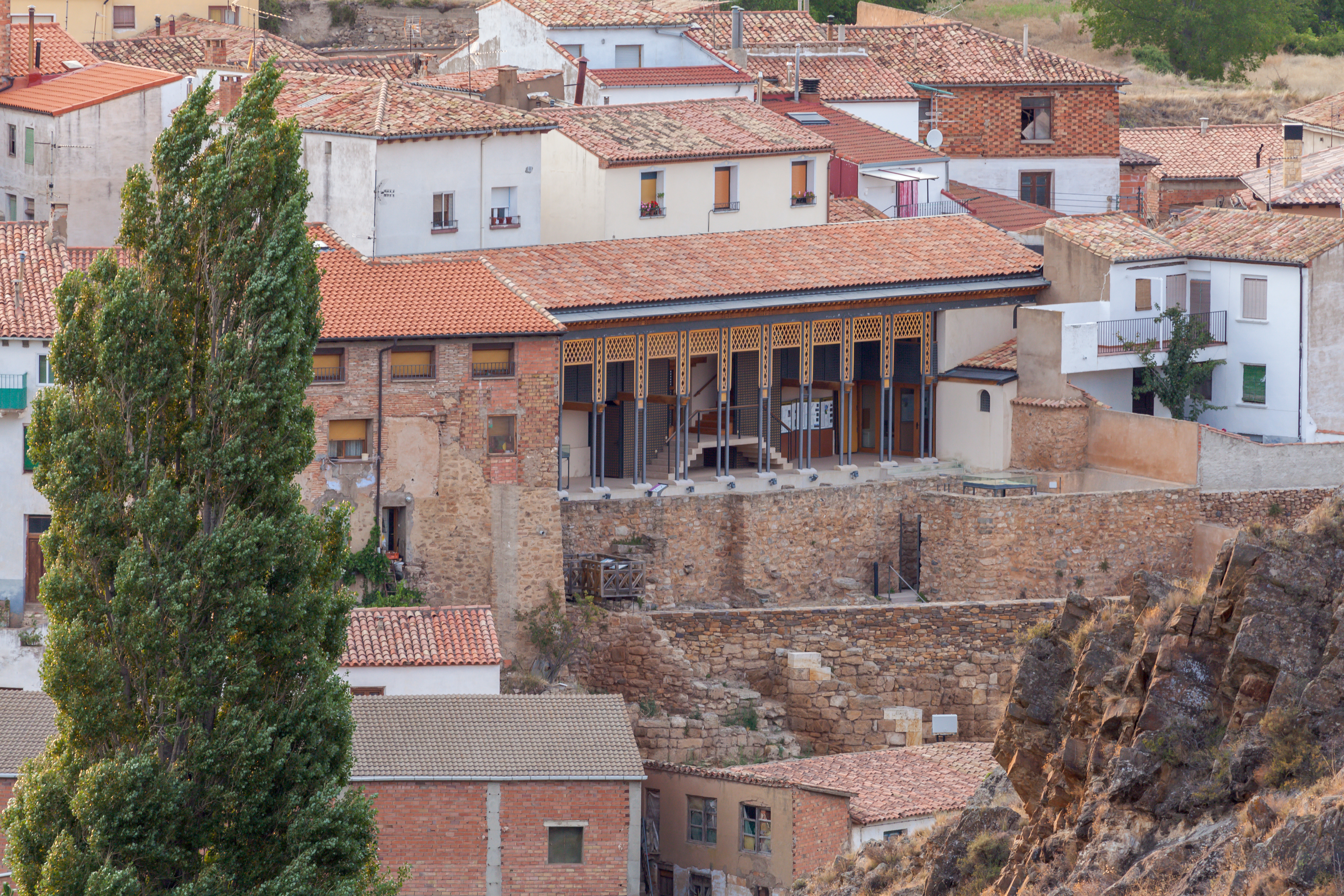
Vista general de la muralla. Sobre ella se encuentra el centro de interpretación.

La muralla árabe de Ágreda es una muralla árabe situada en la villa soriana de Ágreda, en Castilla y León, España

## Historia
En Ágreda hubo cuatro murallas, una árabe y tres cristianas que fueron construidas de forma independiente en lugar de forma complementaria. La muralla árabe fue la primera que se erigió, y data del siglo X.

## Descripción

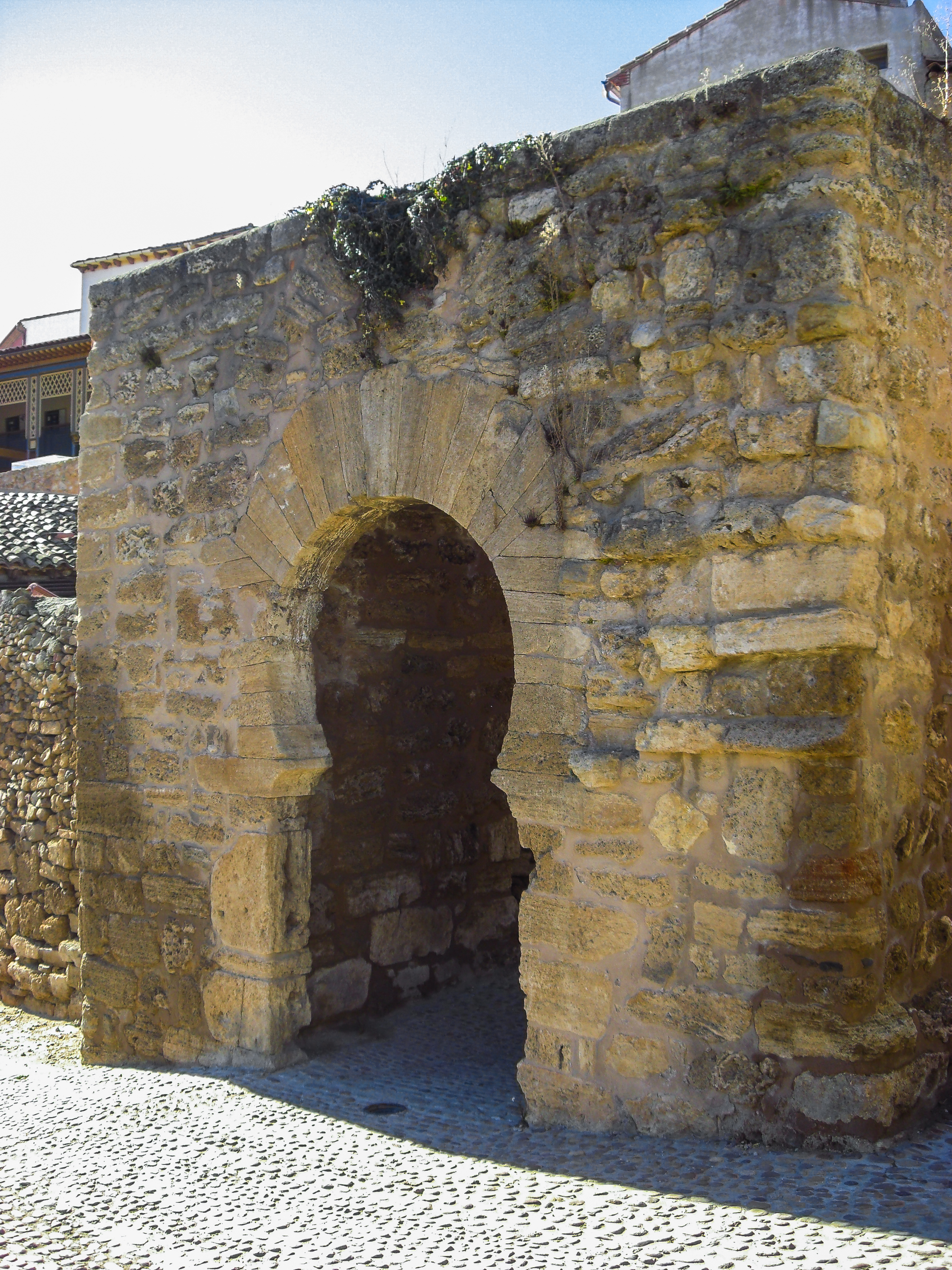
El Arco Árabe de Ágreda, uno de los cuatro accesos de la muralla.

En la actualidad se conservan dos de los cuatro accesos con los que contó, ambos accesos en arco de herradura, uno de ellos, el Arco Árabe de Ágreda en muy buen estado. También se conservan algunas partes de la muralla y una torre posterior de origen cristiano.
El material utilizado para la construcción fue el tizón y el estado actual de la muralla, propiedad del ayuntamiento de Ágreda es de ruina.
El museo del Centro de Interpretación de Ágreda se encuentra contiguo a la muralla.
El monumento está protegido por la Declaración genérica del Decreto de 22 de abril de 1949, y la Ley 16/1985 sobre el Patrimonio Histórico Español.